# Hettangium
| ❮ | System  | Serie      | Stufe         | ≈ Alter (mya) |
| ❮ | später  | später     | später        | jünger        |
| - | ------- | ---------- | ------------- | ------------- |
| ❮ | J u r a | Oberjura   | Tithonium     | 145 ⬍ 152,1   |
| ❮ | J u r a | Oberjura   | Kimmeridgium  | 152,1 ⬍ 157,3 |
| ❮ | J u r a | Oberjura   | Oxfordium     | 157,3 ⬍ 163,5 |
| ❮ | J u r a | Mitteljura | Callovium     | 163,5 ⬍ 166,1 |
| ❮ | J u r a | Mitteljura | Bathonium     | 166,1 ⬍ 168,3 |
| ❮ | J u r a | Mitteljura | Bajocium      | 168,3 ⬍ 170,3 |
| ❮ | J u r a | Mitteljura | Aalenium      | 170,3 ⬍ 174,1 |
| ❮ | J u r a | Unterjura  | Toarcium      | 174,1 ⬍ 182,7 |
| ❮ | J u r a | Unterjura  | Pliensbachium | 182,7 ⬍ 190,8 |
| ❮ | J u r a | Unterjura  | Sinemurium    | 190,8 ⬍ 199,3 |
| ❮ | J u r a | Unterjura  | Hettangium    | 199,3 ⬍ 201,3 |
| ❮ | früher  | früher     | früher        | älter         |

Das Hettangium (im Deutschen oft verkürzt zu Hettang, seltener auch abgewandelt zu Hettangien) ist in der Erdgeschichte eine chronostratigraphische Stufe des Juras, die geochronologisch etwa dem Zeitraum vor 201,3 bis 199,3 Millionen Jahren entspricht und somit etwa zwei Millionen Jahre dauerte. Das Hettangium ist die erste (älteste) Stufe des Juras (bzw. der Unterjura-Serie) und folgt auf die Stufe des Rhaetiums der Obertrias. Auf das Hettangium folgt das Sinemurium.

## Geschichte und Namensgebung
Das Hettangium wurde nach dem Ort Hettange-Grande (Département Moselle) in Lothringen (Frankreich) benannt. Die Stufe und der Name wurden von Eugène Renevier 1864 vorgeschlagen.

## Definition und GSSP
Der Beginn des Hettangiums wird durch das Erstauftreten der Ammoniten-Art Psiloceras spelae * definiert. Der GSSP (Global Stratotype Section and Point, entspricht etwa einem Typprofil) befindet sich am Kuhjoch im Karwendel in Österreich. Als Obergrenze oder vielmehr als Beginn des Sinemuriums wurde das Erstauftreten der Ammoniten-Gattungen Vermiceras und Metophioceras festgelegt.

## Untergliederung

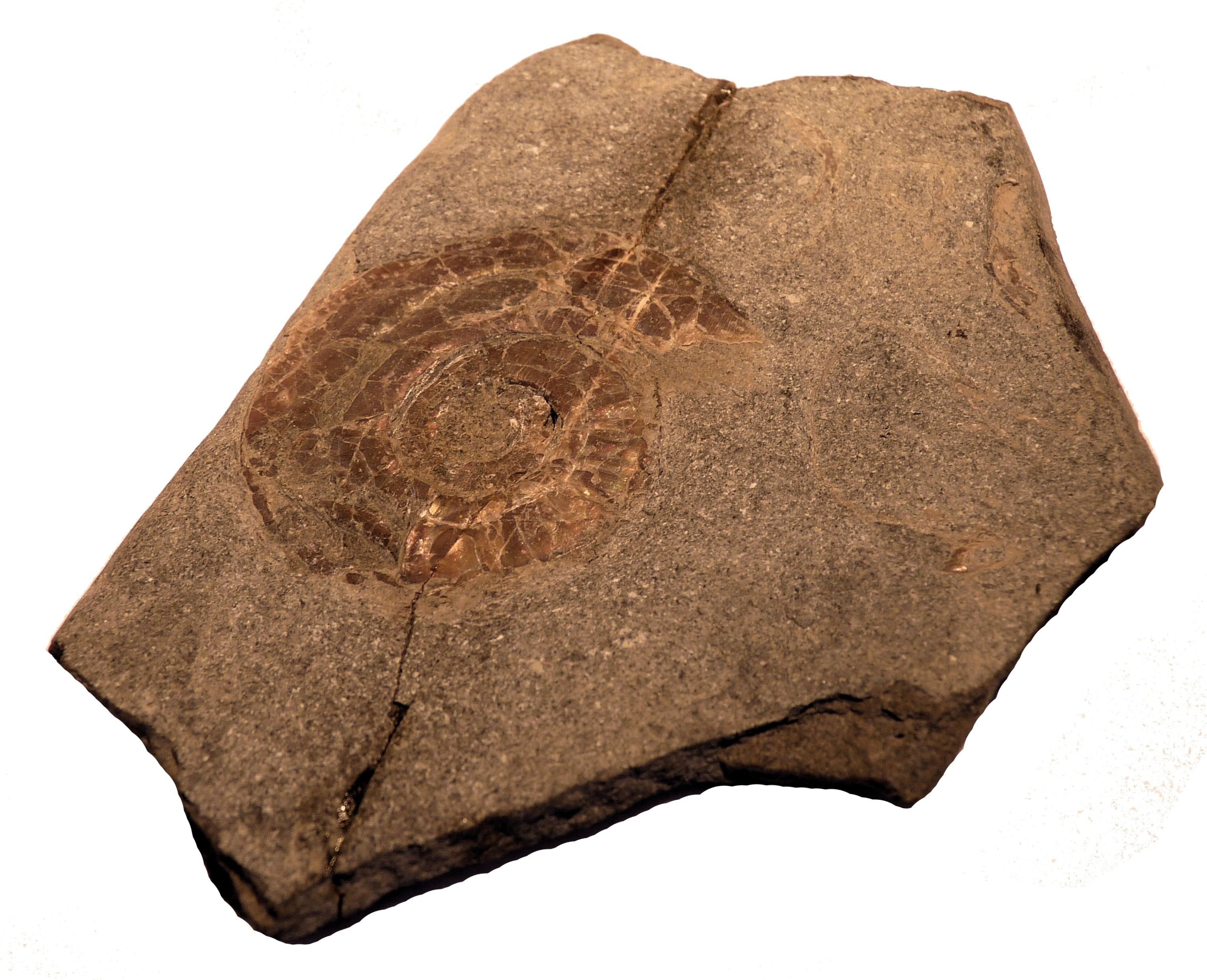
Psiloceras planorbis aus Watchet, England

Das Hettangium wurde bisher in drei gut definierte Ammonitenzonen sowie neun Subzonen (vom Hangenden zum Liegenden) unterteilt:
- Zone der Schlotheimia angulata
  - Subzone der Schlotheimia depressa
  - Subzone der Schlotheimia complanata
  - Subzone der Schlotheimia extranodosa
- Zone des Alsatites liasicus
  - Subzone des Alsatites liasicus
  - Subzone des Alsatites laqueus
  - Subzone des Waehneroceras portlocki
- Zone des Psiloceras planorbis
  - Subzone des Caloceras torus
  - Subzone des Caloceras johnstoni
  - Subzone des Psiloceras planorbis

Die weitere Untergliederung des Unteren Hettangiums ist jedoch nicht restlos geklärt. Häufig werden diese Schichten als "Präplanorbis-Schichten" zusammengefasst. Einige Autoren scheiden innerhalb der "Präplanorbis-Schichten" noch verschiedene biostratigraphische Horizonte aus, darunter in Europa eine unbenannte Zone mit Neophyllites antecedens und Neophyllites imitans sowie darunter Psiloceras erugatum. Unter dem erugatum-Horizont folgt dann die Psiloceras tilmanni-Zone mit Psiloceras pacificum, Psiloceras tilmanni und Psiloceras spelae an der Basis.

## Meeresspiegel
Generell war der Meeresspiegel während des gesamten Hettangiums im Ansteigen begriffen (hettangische Transgression). Über diesen langzeitlichen Trend legten sich jedoch drei Regressions-/Transgressionszyklen. Gleich unmittelbar zu Beginn des Hettangiums war bereits ein drastischer Rückgang erfolgt, die Regression He 1. Die zweite Regression He 1.1 ereignete sich dann zu Beginn der Caloceras johnstoni-Subzone. He 2 lag zu Beginn der Alsatites liasicus-Zone. He 3 schließlich trennte die Schlotheimia extranodosa- von der Schlotheimia complanata-Subzone. Nach dieser letzten Regression stieg der Meeresspiegel erneut weiter ins Sinemurium hinein an. Die drei Zyklen zeigten zunehmende Intensität in Richtung Hangendes.

## Chemische Stratigraphie

### Kohlenstoffisotopen
Die δ13C-Werte für das Hettangium bewegen sich zwischen 1 und 2 ‰ (PDB), wobei sie ihr Maximum im mittleren Abschnitt erreichen. Sie sind damit generell etwas niedriger als im restlichen Jura, d. h. die organische Kohlenstoffproduktion war geringer bzw. die herrschenden Bedingungen etwas anoxischer und restriktiver.

### Sauerstoffisotopen
Die Werte für δ18O liegen bei − 2 ‰ (PDB) mit leicht ansteigender Tendenz. Sie sind mit Ausnahme des Toarciums niedriger als im restlichen Jura und sprechen für ein recht warmes Klima im Hettangium, welches sich jedoch allmählich abkühlte.

### Strontiumisotopen
Das Verhältnis 87Sr/86Sr im Meerwasser war mit durchschnittlich 0.7077 sehr hoch. Es erreichte am Ende des Hettangiums einen Maximalwert und fiel dann bis zum Beginn des Toarciums stetig ab. Das Abfallen des Strontiumverhältnisses nach dem Hettangium wird durch erhöhten untermeerischen Vulkanismus korreliert und dürfte die zunehmende Öffnung des Nordatlantiks widerspiegeln (Aufbrechen von Pangäa und Verringerung des kontinentalen Sedimenteintrages).

## Biostratigraphie

### Dinoflagellaten
Das Hettangium bildet die untere Hälfte der Dinoflagellatenzone Dpr, benannt nach dem vorherrschenden Taxon im borealen Bereich Dapcodinium priscum. Als Zonenbezeichnung für das Hettangium ist auch DSJ1 im Gebrauch.

### Kalkhaltiges Nannoplankton
Das kalkhaltige Nannoplankton war kurz vor Beginn des Hettangiums mit der endtriassischen Transgression zum ersten Mal in den Weltmeeren erschienen.
Das Hettangium gehört vollständig zur Nannoplanktonzone NJ1, die durch das erstmalige Auftreten (FAD) des Taxons Schizosphaerella punctulata gekennzeichnet wird. Diese endet mit dem Erstauftreten von Parhabdolithus liasicus.

### Foraminiferen
Anhand der Foraminiferen lassen sich für das Hettangium drei Zonen ausweisen:
- Obere Zone mit den Taxa Vaginulina subporrecta und Ychtyolaria xyphoidea
- Mittlere Zone mit Lenticulina quadricosta
- Untere Zone mit den Taxa Lingulina striata, Lingulina collenoti und Lenticulina austroalpina.

## Lebewelt

### Massenaussterben
Die Wende Trias/Jura zählt zu den fünf bedeutendsten Massenaussterben der Erdgeschichte. Diesem Ereignis fielen die Conodonten zum Opfer, aber auch bei den Ammoniten und den Bivalvia kam es zu einem drastischen Rückgang der Artenvielfalt.

### Fauna

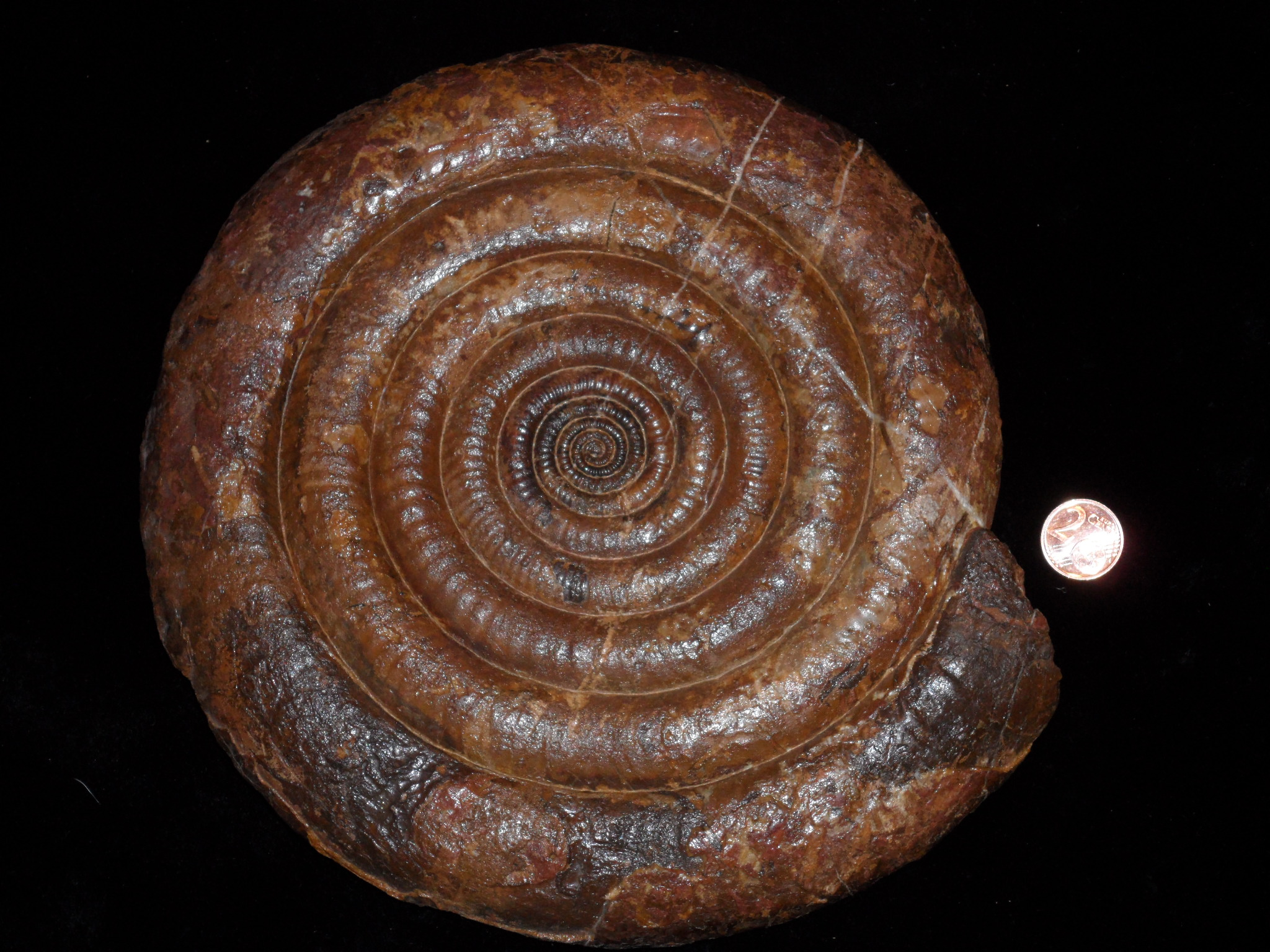
Ammonit Alsatites proaries, ein mittel-hettangischer Vertreter aus der Gruppe der Arietitidae, aufgesammelt in den Nördlichen Kalkalpen, Privatsammlung Reiter

Die Meere waren während des Hettangiums von den räuberisch lebenden Ichthyosauriern mit dem Taxon Ichthyosaurus, Leptonectes und Temnodontosaurus sowie von den Plesiosauriern mit Atychodracon, Macroplata und Rhomaleosaurus bevölkert. Sie waren die Fressfeinde der Ammoniten, die sich nach dem Aussterbe-Ereignis an der Trias-Jura-Grenze wieder allmählich in den Ozeanen ausbreiteten. Kennzeichnend für den Faunenumschwung an der Trias-Jura-Grenze ist das Erscheinen der Neoammonoideen (Ammoniten im engeren Sinn) im frühen Hettangium. Diese durchlaufen eine relativ schnelle Radiation, sodass bereits im mittleren Hettangium wieder eine größere Anzahl von Gattungen und Arten existierten. Im Gegensatz zu späteren Epochen waren anscheinend die Fossilisationsbedingungen nicht optimal, sodass weltweit nur wenige Fundstellen mit gut erhaltenen Hettangium-Ammoniten bekannt sind.

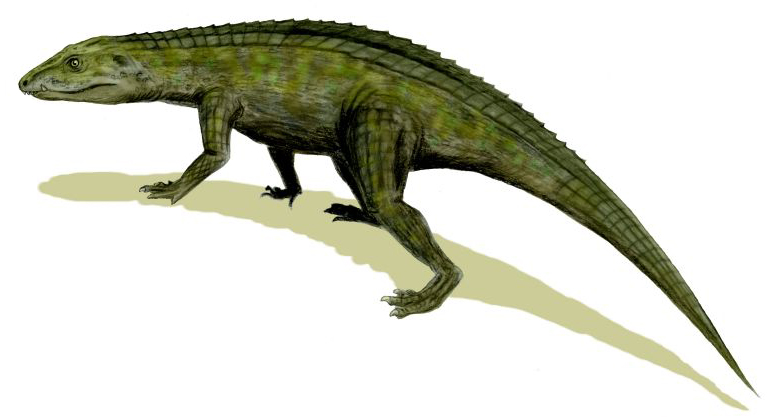
Lebendrekonstruktion des urtümlichen Krokodils Protosuchus

In der festländischen Wirbeltierfauna waren die Dinosaurier vorherrschend, darunter die Vogelbeckendinosaurier (Ornithischia) mit den „primitiven“ Gattungen Abrictosaurus, Fabrosaurus, Heterodontosaurus, Lanasaurus, Lycorhinus, Scelidosaurus, Scutellosaurus und Stormbergia sowie die Echsenbeckendinosaurier (Saurischia) mit Theropoden wie Lophostropheus und dem ältesten jurassischen Dinosaurier Dracoraptor. Der Körperfossilbericht der Landwirbeltiere des Hettangiums ist generell spärlich. Anders verhält es sich mit entsprechenden Spurenfossilien. Ein europäisches Beispiel bieten die Lokalitäten im Mecsekgebirge in Ungarn, aus denen die Gattung Komlosaurus beschrieben wurde. In Nordamerika findet sich umfangreiches Spurenmaterial an der Ostküste in den Sedimenten der Newark-Supergruppe.
Der Luftraum wurde von „primitiven“ (langschwänzigen) Pterosauriern wie beispielsweise Dimorphodon beherrscht.
Typische Vertreter der Krokodillinie der Archosaurier sind Sphenosuchus sowie Protosuchus, eine frühe Gattung der „Krokodile im weiteren Sinn“ (Crocodyliformes).
Als Vertreter der frühen Säugetiere ist Haramiya zu nennen.

## Vorkommen

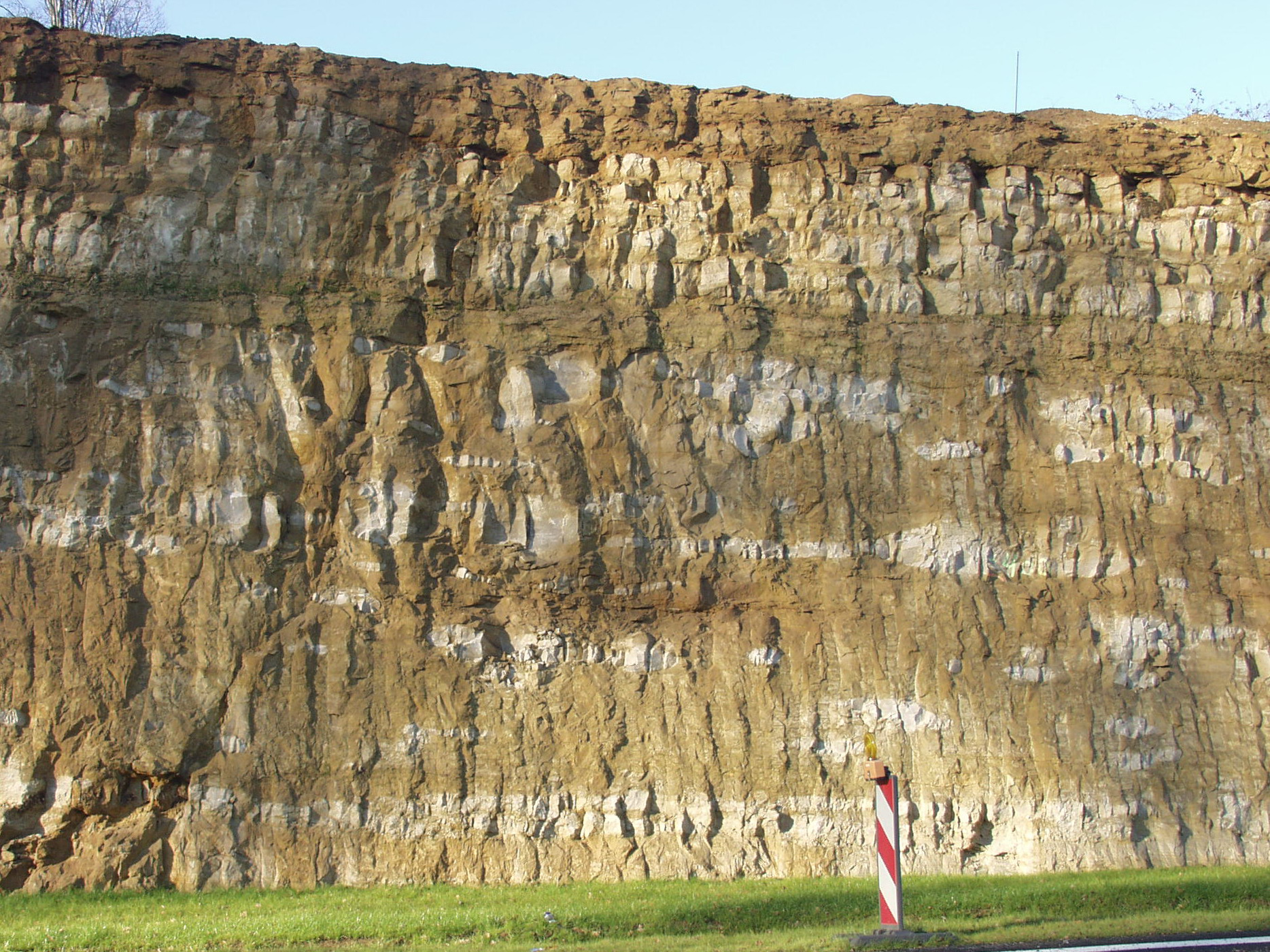
Grès de Luxembourg (Grès d’Hettange)

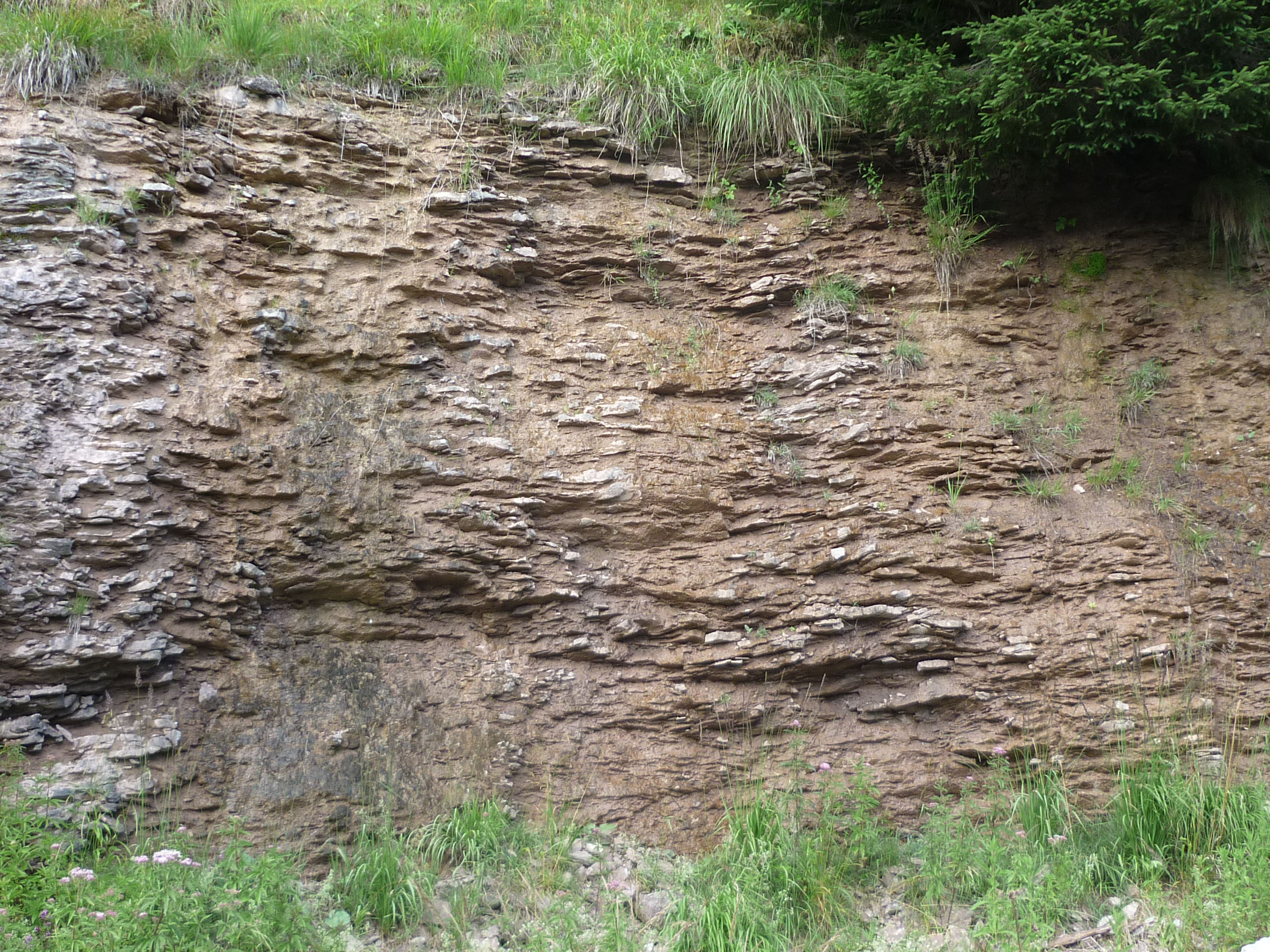
Allgäuschichten

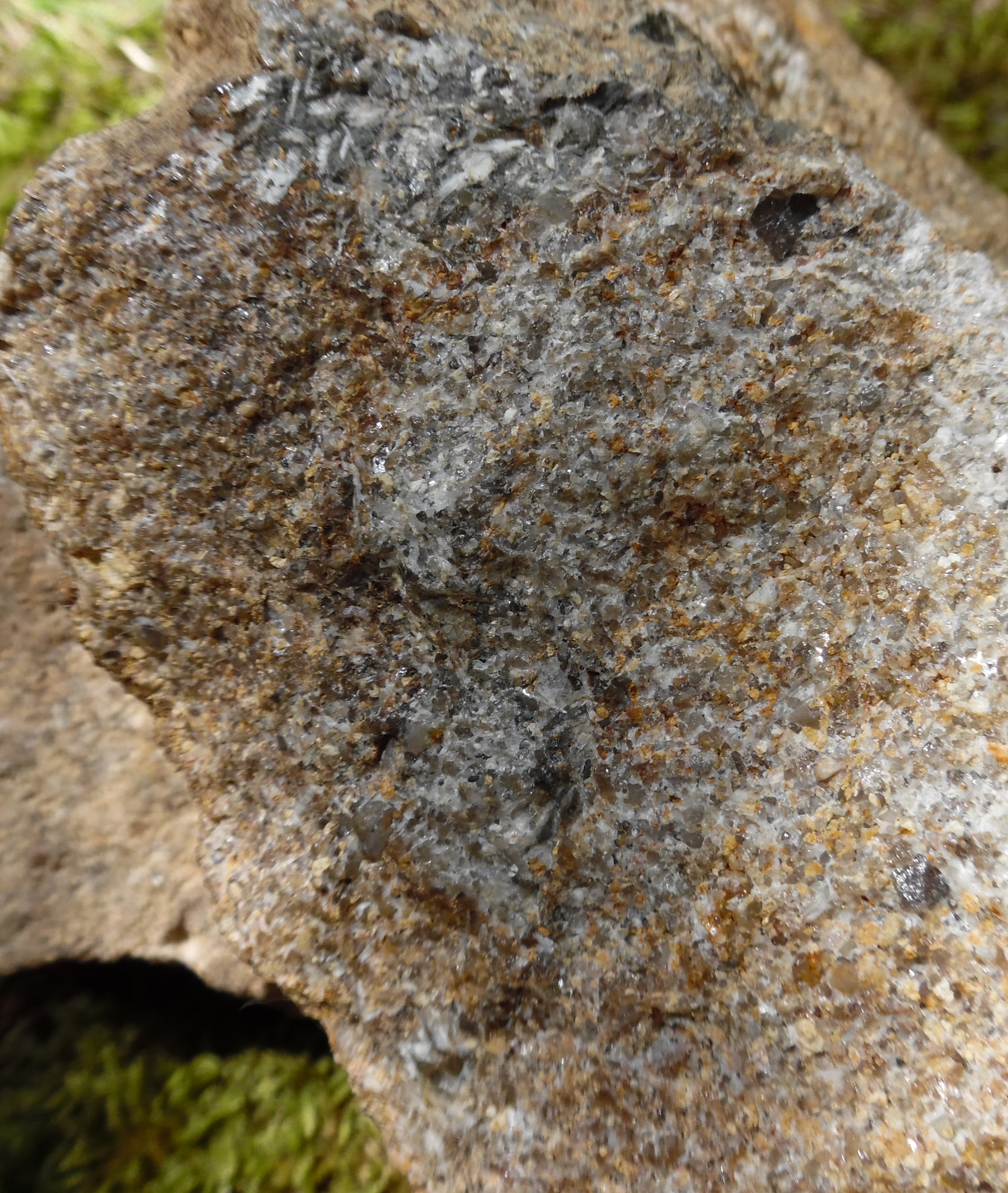
Handstück der Transgressionsarkose des Aquitanischen Beckens bei Nontron

Das Hettangium ist in folgenden Ländern in Form der folgenden Gesteinseinheiten (teilweise) vertreten (Auswahl):
- China: ? Lufeng-Formation
- Deutschland:
  - Nördliche Kalkalpen: Scheibelberg-Formation
  - Nordwestdeutschland: „Psilonoten-Schichten“ und auflagernde „Angulaten-Schichten“
  - Süddeutschland: Psilonotenton-Formation und auflagernde  Angulatenton-Formation bzw. Angulatensandstein-Formation (letztere in Franken nunmehr als Bamberg-Formation bezeichnet, mit der Bayreuth-Formation als kontinentalem lateralem Äquivalent)
- England: Blue-Lias-Formation
- Frankreich:
  - Aquitanisches Becken: basale Transgressionssequenz des Hettangiums und Sinemuriums
  - Pariser Becken: enthält mit dem Grès d’Hettange den ursprünglichen (namengebenden) Stratotyp, der gegen den Calcaire à gryphées auskeilt
- Indien: Kota-Formation
- Lesotho und Südafrika: Elliot-Formation der Karoo-Supergruppe
- Österreich: Schattwalder Schichten, Kendlbach-Formation (siehe Kuhjoch), Scheibelberg-Formation und Schnöll-Formation der Nördlichen Kalkalpen
- Schweiz: Insektenmergel und darüber der Cardinienkalk im Schweizer Jura
- Simbabwe: Forest Sandstone, Vulcanodon Beds
- Vereinigte Staaten: Meriden-Gruppe und Portland-Gruppe der Newark-Supergruppe[7]